# Revolución de Arequipa de 1884
La Revolución de Arequipa de 1884 fue un episodio de la  guerra civil entre los generales Miguel Iglesias y Andrés A. Cáceres, durante el cual la ciudad de Arequipa se levantó contra las autoridades iglesistas, desconociendo la autoridad del llamado presidente regenerador y poniendo la ciudad a disposición del general Cáceres que en aquel momento marchaba desde Huancayo a tomar la capital, ataque que marcaría el inicio de la guerra civil y que resultaría infructuoso para los caceristas.

## Antecedentes
El 20 de octubre de 1883 se había firmado el tratado de Ancón entre el gobierno chileno y el peruano que presidía el general Miguel Iglesias, aunque Cáceres se había opuesto a este tratado y había intentado derrocar a Iglesias, hasta su derrota en la batalla de Huamachuco, había acabado por aceptarlo como un hecho consumado pero no así la autoridad de Iglesias a quien consideraba impuesto por las bayonetas chilenas.
El 29 de octubre la ciudad de Arequipa, sede del gobierno de Lizardo Montero del cual Cáceres era vicepresidente, fue ocupada por una división chilena al mando del coronel José Velásquez ante la defección de Montero que se retiró a Puno para luego pasar a Bolivia y Argentina. Antes de abandonar el país nombró como su sucesor al general Cáceres a quien en adelante sus partidarios reconocieron como presidente constitucional del Perú.
El 21 de diciembre de 1883 las fuerzas chilenas se retiraron de la ciudad al tiempo que ingresaba en ella el general Javier de Osma, Ministro de Guerra de Iglesias y a quien acompañaba el recién nombrado prefecto Juan Martín Echenique quien con la guarnición a su mando tomó posesión de la prefectura. El 4 de febrero fueron entregadas a su autoridad la aduana de Mollendo y el 16 de agosto fue desocupado definitivamente el departamento.

## La rebelión
Al día siguiente (17 de agosto) estalla la rebelión en la ciudad de Arequipa, desconociendo a las autoridades iglesistas y proclamando al general Cáceres como "presidente legítimo del Perú". El general Cesar Canevaro quien se encontraba en Bolivia desembarcó en Puno donde organizó una pequeña columna de milicianos que se dirigió a Arequipa, ya pronunciada a favor de Cáceres, igualmente el coronel Morales Bermúdez proveniente del Cusco marchó a Puno para luego seguir a Arequipa donde en acuerdo con el capitán de navío Andrés Freyre, jefe de un batallón de guarnición, atacaron y depusieron a las autoridades iglesistas.

Desde la torre de San Francisco, de la Catedral y de la Compañía se inició un nutrido fuego de fusilería contra los defensores de la casa prefectural, hasta que vencidos, quedó la prefectura en poder de los sublevados, quienes ayudados por la tropa que habían traido consigo el general Canevaro y el coronel Remigio Morales Bermúdez, se apoderaron no sólo de la ciudad sino que al día siguiente, unidos a los revolucionarios, se adueñaron de los departamentos de Arequipa, Moquegua, Puno y Cuzco, perdiéndolos el gobierno de Lima para no volverlos a recuperar; pues tan luego tuvo noticia el general Cáceres de que Arequipa se había declarado por él vino a marchas forzadas desde Lima, donde había sido derrotado y estableció aquí su cuartel general.
Fray Luis Arroyo

Al desocupar Arequipa el general Javier de Osma diría que "hasta las piedras eran Caceristas".  El 24 de agosto fue nombrado nuevo prefecto el doctor arequipeño José Morales Alpaca, quien anteriormente ya había colaborado con el ejército de la resistencia enviando un cañón por intermedio del coronel Isaac Recavarren. Desaparecidas las fuerzas iglesistas de Arequipa, los revolucionarios se hicieron del control de los departamentos del sur (Arequipa, Cusco, Puno y Moquegua).

## Consecuencias

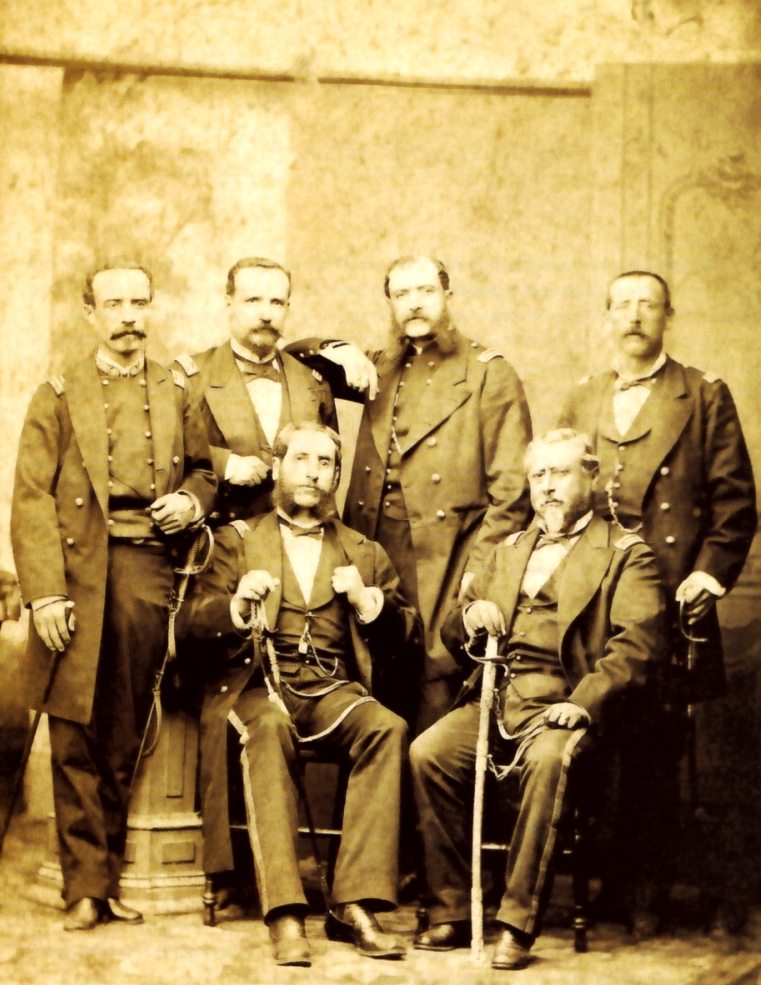
Fotografía captada en el estudio Cosme Rodrigo & Co. hacia 1880, donde se aprecia a Andrés A. Cáceres junto a un grupo de sus camaradas de la guerra del Pacífico. Entre ellos están Ramón Zavala (muerto en Arica), Remigio Morales Bermúdez, César Canevaro y Francisco de Mendizábal, así como un militar no identificado.

Por aquellos días el general Cáceres organizaba en Huancayo su gobierno y las tropas que habrían de atacar Lima, ciudad que pese a sus escasas fuerzas esperaba tomar con el apoyo que desde adentro le brindaría la población partidaria de su causa, sin embargo el ataque (27 de agosto) resultó un total fracaso y con grave riesgo de su persona pudo retirarse a Pisco con un puñado de soldados para luego iniciar un recorrido por las ciudades del sur pronunciadas a su favor y que culminaría con su apoteósica entrada en Arequipa el primero de octubre de 1884.

Dirigíme entonces a la ciudad del Misti, cuyos habitantes me esperaban ansiosamente. Una comisión de recepción habíase adelantado hasta Pampa de Arrieros, en compañía de la cual tomé el tren; y hacia las 2 de la tarde del primero de octubre, ingresamos a la ciudad en medio del más grande entusiasmo popular. Los principales vecinos, encabezados por el alcalde, señor Manuel de la Fuente, diéronme la bienvenida en la estación del ferrocarril.(...) Al dejar la estación fui conducido en hombros un buen trecho. En la calle la Merced habíase levantado un arco, al pie del cual una niñita, apellidada La Torre, me alcanzó un ramillete de flores y una tarjeta de oro, en nombre del club Cáceres. Las pocas tropas, ya organizadas, formaban a lo largo de dicha calle, al mando del coronel La Torre, y las familias desde los balcones y ventanas de sus casas me apludían y arrojaban flores. Al ingresar en la catedral pusiéronme bajo de palio. Entre los muchos obsequios que recibí aquel fausto día recuerdo muy gratamente el de la viuda del mariscal San Román consistente en la banda y la faja de su finado esposo (...) Los artesanos de la ciudad honráronme también con una corona de laurel,(...) y una medalla del mismo metal con el escudo de armas de la república. Memorias del general Cáceres.

Con ello Arequipa se convirtió en la sede del gobierno y el cuartel general de Cáceres organizándose en la ciudad el ejército que al año siguiente saldría de campaña con dirección a la capital, que caería en poder de los caceristas en noviembre de 1885, tras una hábil maniobra de Cáceres para burlar el grueso del ejército iglesista, finalizando con ello la guerra civil e iniciándose el periodo que la historiografía peruana denomina reconstrucción nacional.